# Neoclytus angelicus
Neoclytus angelicus es una especie de escarabajo longicornio del género Neoclytus, tribu Clytini, subfamilia Cerambycinae. Fue descrita científicamente por Van Dyke en 1927.

## Descripción
Mide 10 milímetros de longitud.

## Distribución
Se distribuye por Estados Unidos.